# Le Plessier-sur-Bulles

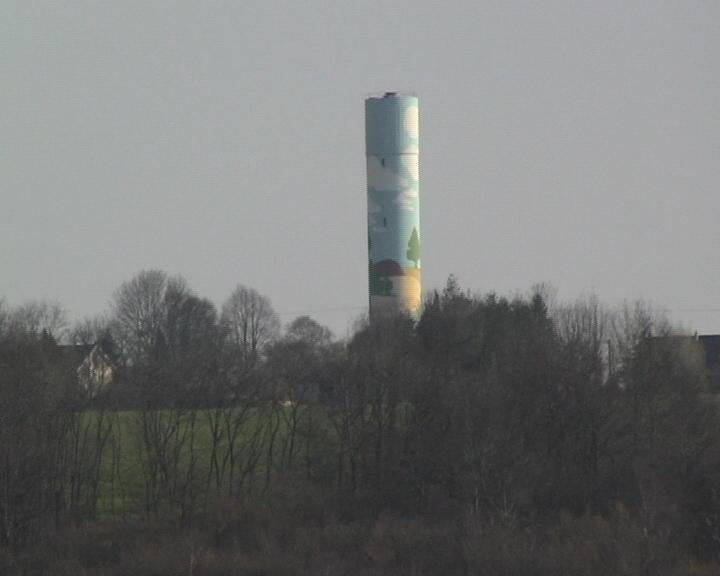
Cảnh Le Plessier-sur-Bulles

Le Plessier-sur-Bulles là một xã thuộc tỉnh Oise trong vùng Hauts-de-France phía bắc nước Pháp. Xã này nằm ở khu vực có độ cao trung bình 143 mét trên mực nước biển..
Dân số năm 2007 là 172 người.